# Roca Camana
La Roca Camana (en inglés: Camana Rock) (54°10′S 36°37′O / -54.167, -36.617) es una roca ubicada a medio camino entre punta Kelp y punta Harrison, en la parte sur de la bahía Stromness en Georgia del Sur. Fue asignado por el personal de Investigaciones Discovery al mando del Teniente Comandante J. M. Chaplin entre 1927 y 1929, y nombrado en 1957 por el Comité Antártico de Lugares Geográficos del Reino Unido por el velero Camana, propiedad de Tonsberg Hvalfangeri en Husvik.